# La Cousine
Pour les articles homonymes, voir Cousine (homonymie).
Pour plus de détails, voir Fiche technique et Distribution.
La Cousine (La cugina) est un film italien d'Aldo Lado sorti en 1974.
Il s'agit de l'adaptation du roman homonyme d'Ercole Patti publié en 1965.

## Synopsis
Enzo et Agata sont deux cousins qui se livrent à une série de jeux érotiques dès leur enfance, puis pendant leur adolescence. Ils finissent par devenir amants, car elle a épousé le riche baron Ninì par convenance.

## Fiche technique
- Titre français : La Cousine[1]
- Titre original italien : La cugina[2]
- Réalisation : Aldo Lado
- Scénario : Luisa Montagnana, Massimo Franciosa d'après le roman homonyme d'Ercole Patti publié en 1965[3].
- Photographie : Gábor Pogány
- Montage : Alberto Galletti
- Musique : Ennio Morricone
- Décors : Elio Balletti (it)
- Costumes : Fabrizio Caracciolo
- Lieu de tournage : villa Virginia Caruso (Palerme)
- Production : Felice Testa Gay, Arrigo Colombo, Giorgio Papi
- Sociétés de production : Cinegai, Unidis
- Pays de production :  Italie
- Langues originales : italien
- Format : Couleur par Technicolor • 2,35:1 • Son mono • 35 mm
- Durée : 92 minutes (1 h 32)
- Genre : Comédie dramatique, comédie érotique italienne
- Dates de sortie :
  - Italie : 26 juillet 1974
  - France : février 1976[1]

## Distribution
- Massimo Ranieri : Enzo
- Dayle Haddon : Agata
- Cristina Airoldi : La serveuse
- Laura Betti : Rosalia Scuderi
- Luigi Casellato : Peppino
- Christian De Sica : Ninì Scuderi
- Stefania Casini :  Lisa Scuderi
- Loredana Martinez : Giovannella
- Francesca Romana Coluzzi : L'épouse du député
- Stefano Oppedisano : Ugo
- José Quaglio : Fragalà
- Cinzia Romanazzi :
- Lisa Seagram : La meurtrière

## Production
Le réalisateur Lado se souvient : « Quand j'ai lu le scénario, j'ai dit : "Je vais faire le film, mais pas comme ça". Parce que les scénaristes Franciosa et Montagnana avaient été très fidèle au roman d'Ercole Patti dans lequel il y a une coucherie après l'autre dès la deuxième page. Je n'ai pas aimé ça. J'ai donc dit : "Nous devons réécrire le scénario et approfondir la relation entre lui et sa cousine. Il ne faut pas les jeter dans le lit immédiatement, mais créer un érotisme subtil qui n'atteint son apogée qu'à la fin, dans une grande scène d'amour." J'ai construit le film en faisant monter la tension jusqu'au point culminant et pour la levrette entre Haddon et Ranieri, j'ai imaginé quelque chose d'original avec le directeur de la photographie, Gábor Pogány. C'est-à-dire que nous avons modifié la vitesse de la prise de vue, passant de la normale au ralenti, puis revenant à la normale, en alternant de manière synchrone les rapports de diaphragme et, en progression parallèle, les lumières. Ce que je voulais dire, c'est qu'à ce moment-là, le temps, tel que nous le connaissons, a disparu. La satisfaction a été que, après avoir visionné cette scène, le public [...] est parti dans un tonnerre d'applaudissements. C'était un moment libérateur. »